# Плейлист

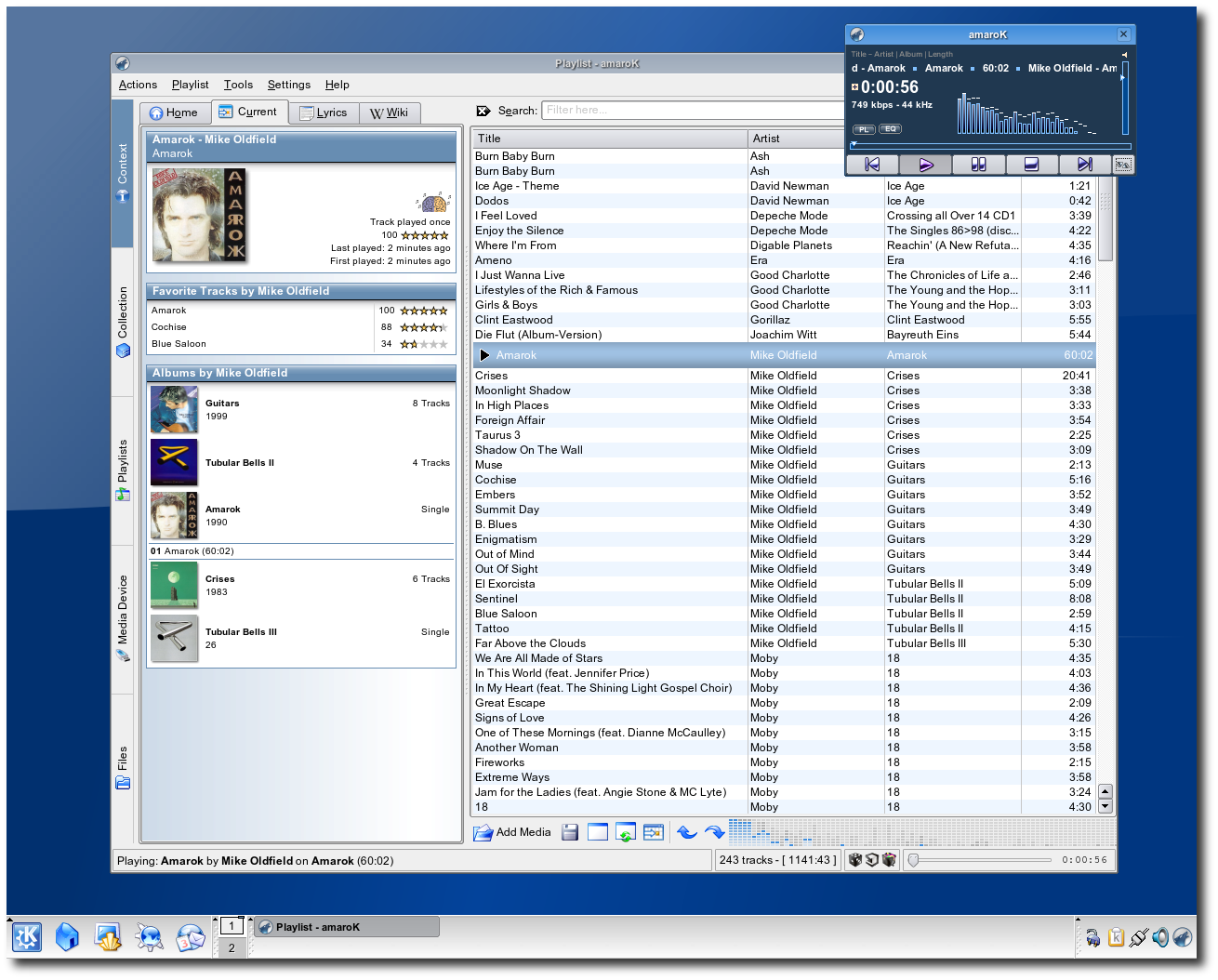
Окно плеера Amarok: плейлист и другие элементы интерфейса

Плейли́ст (от англ. playlist — список воспроизведения) — подборка видео- и аудиоконтента (песен, инструментальных композиций, телепередач и других онлайн трансляций технологии IPTV) для воспроизведения на радио или с помощью медиаплеера.
Также плейлистом (чаще — трек-листом, а также — сет-листом) называют список композиций, исполняемых артистом на концерте.

## Происхождение
Первые плейлисты появились с началом регулярного радиовещания, как и сам термин. В своей изначальной английской трактовке термин мог обозначать не только конкретную программу радиопередачи, но и (в широком смысле) весь набор произведений, который радиостанция имела право транслировать. Составление плейлиста, как правило, происходило путём монтажа выбранных произведений при помощи записи на магнитную ленту в нужной последовательности. Впоследствии записанная лента была основой для радиотрансляции.

## Цифровые плейлисты
С появлением персональных компьютеров и цифровых аудиоплееров, стало возможным составлять и сохранять списки воспроизведения в цифровом формате. Цифровой плейлист хранится в памяти устройства или в файловой системе. При воспроизведении музыки он автоматически обрабатывается, определяя набор и последовательность воспроизводимых произведений. Большинство современных медиаплееров поддерживают как последовательное воспроизведение, так и случайный переход («шаффл»).

### Форматы файлов
Существуют форматы плейлистов, разделяются на общепринятые (стандартные) и те, которые разработаны для конкретного медиаплеера. Однако нередко форматы второго типа становятся популярными и стандартными.
В число наиболее популярных форматов для хранения плейлиста входят:
- Advanced Systems Format (.asx) — Windows Media Metafile — XML-подобный формат файла,[2] представленный в Windows Media Player.
- B4S — базирующийся на XML формат плейлиста Winamp3.
- FPL — плейлист плеера Foobar2000.
- M3U (.m3u, .m3u8) — текстовый файл, изначально появился в Winamp, далее поддержка появилась и в других плеерах.
- PLS — формат, используемый первоначально в Light Alloy.
- Real Audio Metafile — только для файлов формата Real Audio.
- SMIL — XML-подобный формат, рекомендованный Консорциумом W3C. Распространяется как на аудио, так и на видео-форматы.
- VLC — собственный формат плейлиста в Медиапроигрывателе VLC.
- Windows Media Player Playlist (WPL) — список воспроизведения Windows Media Player, начиная с 9 версии.
- XSPF — открытый XML-формат, рассчитанный на переносимость и кроссплатформенность. Разработан Xiph.Org.
- ZPL — формат плейлиста в Zoom Player.
- AIMPPL, PLC — форматы плейлистов AIMP.

## Распространение
Развитие аудиоплееров сделало возможным обмен плейлистами, их публикацию и переработку. Для упрощения формирования списков воспроизведения можно использовать различные утилиты, такие как AudioGrail и др.
Существуют интерактивные веб-сайты (например, Last.fm и iTunes Store), которые позволяют нескольким пользователям использовать общий плейлист, либо составить собственный плейлист на основе опубликованного.
Многие известные люди, такие как Джордж Буш публиковали свои плейлисты.